# NGC 6132
NGC 6132 في الفهرس العام الجديد، هي مجرة، تقع في كوكبة الجاثي. اكتشفت في 16 يوليو 1876 بواسطة إدوارد ستيفان.

## روابط خارجية
- NGC 6132 على موقع ويكي سكاي: DSS2, SDSS, GALEX, IRAS, Hydrogen α, X-Ray, Astrophoto, Sky Map, Articles and images